# Maria Delith Balaban
Maria Delith Balaban é uma psicóloga e executiva brasileira.
Foi chefe de gabinete de Fernando Henrique Cardoso durante sua passagem pelo senado. Quando FHC foi reeleito presidente da República, em 1998, ela foi indicada para a diretoria do Serviço Brasileiro de Apoio às Micro e Pequenas Empresas. Na época, seu irmão, Eduardo Jorge Caldas Pereira, era secretário-geral da Presidência.
Atuou também como secretária executiva do Ministério da Cultura durante a gestão de Francisco Weffort, período em que foi condecorada com a Ordem do Mérito Cultural.